# Pařížov
Pařížov este o arie protejată (arie specială de conservare — SAC, sit de importanță comunitară — SCI) din Republica Cehă întinsă pe o suprafață de 0 ha, integral pe uscat.

## Localizare
Centrul sitului Pařížov este situat la coordonatele 49°49′46″N 15°34′08″E / 49.829444°N 15.568889°E.

## Înființare
Situl Pařížov a fost declarat sit de importanță comunitară în aprilie 2005 pentru a proteja 1 specie de animale. Situl a fost protejat și ca arie specială de conservare în decembrie 2015.

## Biodiversitate
Situată în ecoregiunea continentală, aria protejată nu include niciun habitat protejat.
La baza desemnării sitului se află o specie protejată de  mamifere: liliac cârn (Barbastella barbastellus).